# 코츠섬

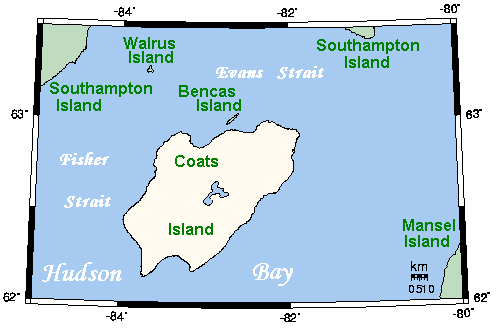

코츠섬(영어: Coats Island, 이누크티투트어: Appatuurjuaq)은 허드슨만 북쪽, 누나부트 준주 키발리크 지역에 위치한 섬이다. 면적 5,498 km2로 전 세계에서 107번째, 캐나다에서 24번째로 넓은 섬이다. 섬에는 연방 직할지(crown land)와 이누이트족 소유의 사유지가 있으나 마지막 상주 인구가 1970년대에 섬을 떠났다. 이에 따라 코츠섬은 북반구에서 온전히 북극권 바깥에 있는 섬들 중 가장 큰 무인도이다.

## 역사
1612년 토머스 버튼이 섬을 최초로 발견한 유럽인이다. 18세기 이곳을 주기적으로 방문한 허드슨 베이 회사의 윌리엄 코츠(William Coats) 선장에게서 섬의 이름이 유래한다. 19세기에는 포경업자들이 "이상한 방언을 쓰는 이누이트"인 사들러미우트를 만났으나, 사들러미우트의 인구는 백인들에게서 옮은 전염병에 의해 사실상 전멸했다. 이후 1920년대 허드슨 베이 회사가 이곳에 교역소를 세우고 이누이트 가족 여럿이 이곳으로 이주해왔다.